# Bernard Lepetit
Bernard Lepetit (ur. 28 sierpnia 1948, zm. 31 marca 1996) – francuski historyk, przedstawiciel czwartej generacji Szkoły Annales. 

## Życiorys
Był uczniem Pierre'a Gouberta. Od 1989 był dyrektorem École des hautes études en sciences sociales w Paryżu. W latach 1986–1992 był redaktorem naczelnym pisma "Annales. Economies, sociétés, civilizations". 

## Wybrane publikacje
- Chemins de terre et voies d'eau : réseaux de transport et organisation de l'espace en France, 1740-1840, Paris: EHESS 1984.
- (współautorzy: J.-P. Bardet et G. Arbellot), Paroisses et communes de France. Dictionnaire d'histoire administrative et démographique. Charente-Maritime, vol. XVII, Paris: Éd. du CNRS 1985.
- (współautor: G. Arbellot), Atlas de la Révolution française. Routes et communications, vol. I, Paris: EHESS 1987.
- (współautor: J. Hoock), La Ville et l'innovation. Relais et réseaux de diffusion en Europe, XIV-XIX, Paris: EHESS 1987.
- Armature urbaine et organisation de l'espace dans la France préindustrielle, 1740-1840, Lille: université de Lille III, ANRT, 1988.
- Les Villes dans la France moderne (1740-1840), Paris: Albin Michel 1988.
- (współautor: D. Pumain), Temporalités urbaines, Paris: Anthropos 1993.
- The Pre-Industrial Urban System  France 1740-1840, trad. G. Rodgers, Cambridge: Cambridge University Press 1994.
- (współautor: M. Sinarellis), Atlas de la Révolution française. Population, vol. VIII, Paris: EHESS 1995.
- (współautor: P. Clark), Capital Cities and Their Hinterlands in Early Modern Europe, Aldershot: Variorum 1996.
- (współautor: C. Olmo) La Città e le sue storie, Turin: Einaudi 1995.
- (redakcja) Les Formes de l'expérience. Une autre histoire sociale, Paris: Albin Michel, 1995.
- (współautorzy:  M.-N. Bourguet, D. Nordman, M. Sinarellis), L'invention scientifique de la Méditerranée: Égypte, Morée, Algérie, Paris: Éditions de l'EHESS 1998.
- Carnet de croquis. Sur la connaissance historique, Paris: Albin Michel 1999.